# L'Aiguillon-la-Chaize
Pour les articles homonymes, voir Aiguillon et La Chaize.
L'Aiguillon-la-Chaize est une ancienne commune de la Vendée ayant existé de 1974 à 1985. Elle a été créée en 1974 par la fusion des communes de L'Aiguillon-sur-Vie et de La Chaize-Giraud. En 1985 elle a été supprimée et les deux communes constituantes ont été rétablies.

## Politique et administration

### Liste des maires
| Période | Période | Identité     | Étiquette | Qualité                                                   |
| ------- | ------- | ------------ | --------- | --------------------------------------------------------- |
| 1974    | 1985    | Paule Mornet |           | Maire de L'Aiguillon-sur-Vie (1971 → 1974 et 1985 → 1989) |

## Démographie
| 1975  | 1982  |
| ----- | ----- |
| 1 394 | 1 483 |